# KG Group
KG Group (корейский: KG그룹) — южнокорейский чеболь (конгломерат), основанный в 2003 году и работающий через свои дочерние компании в различных отраслях и других сферах деятельности (включая химическую промышленность, сталелитейную промышленность, автомобильную промышленность, услуги и средства массовой информации). Основными дочерними компаниями KG Group являются KG Chemical (её основная компания), KG Steel и KG Mobility. KG Group расширяется за счет слияний и поглощений.

## История
В 1985 году Квак Джэ Сон и другие инвесторы основали Seil, компанию по производству электростанций. В 2003 году Квак продал свою долю в Seil и использовал полученные деньги для приобретения компании Gyeonggi Chemical (позже переименованной в KG Chemical), первоначально производившей удобрения, которая диверсифицировалась путем слияния, и основала чеболь KG Group.
В последующие годы KG Group расширилась за счет стратегии слияний и поглощений. В 2005 году она приобрела компанию по когенерации Sihwa Energy (позже переименованную в KG Energy, а затем в KG ETS), а в 2008 году — компанию по доставке электроэнергии Yellow Cap (KG Yellow Cap).  В 2010 году он приобрел компанию по переработке отходов Eco Service Korea (название было изменено на KG ETS после слияния с KG Energy в 2011 году), компанию по оценке фондов Zeroin (KG Zeroin) и медиа-компанию Edaily.
В 2011 году KG Group приобрела компанию электронной коммерции Inicis (переименованную в KG Inicis) и ее дочернюю компанию, поставщика электронных платежей Mobilians (KG Mobilians).  В 2013 году она приобрела Eduone (переименованную в KG Eduone).  В 2015 году KG Inicis приобрела Dongbu Parcel у Dongbu Corporation и объединила ее с KG Yellow Cap, объединение было переименовано в KG Logis, но продало ее в 2017 году. В 2016 году KG Inicis также приобрела 60% акций Samsung Allat у Samsung C&T Corporation и Samsung Card (позже сменила название на KG Allat и объединилась с KG Mobilians в 2019 году) и южнокорейскую франшизу KFC в 2017 году от CVC Capital Partners.  В апреле 2023 года KG Group продала KFC Korea компании Orchestra Private Equity.
В мае 2019 года KG Group учредила корпорацию специального назначения KG Steel, инвестировав средства дочерних компаний группы (таких как KG Chemical и KG ETS), чтобы получить 40% контрольного пакета акций Dongbu Steel.  Для завершения сделки компания сформировала консорциум с южнокорейским фондом прямых инвестиций Cactus Private Equity.  Приобретение было завершено в августе 2019 года, а активы KG Group увеличились с ₩2,23 трлн на конец 2018 года до ₩5,256 трлн.
В октябре 2020 года KG Inicis через SPC под названием Crown F&B приобрела 93,8% акций Hollys F&B (оператора франшизы кофеен Hollys Coffee) у IMM Private Equity, управляющего фондом прямых инвестиций.
В июне 2022 года KG Group, был выбран в качестве окончательного участника торгов для южнокорейского производителя автомобилей SsangYong Motor Company.  В августе 2022 года Комиссия по свободной торговле Южной Кореи одобрила приобретение KG Group 61% контрольного пакета акций SsangYong. В октябре 2022 года KG Group выкупила акции SsangYong. В декабре 2022 года Квак заявил, что в марте 2023 года SsangYong будет переименован в KG Mobility.

## Структура
- KG Chemical
- KG Steel
- KG ETS
- KG Zeroin
- KG Mobility
  - KGM Commercial
- KG Inicis
  - KG Hollys F&B[англ.]
  - KG Mobilians
  - KG Capital
  - Edaily

Структура KG Group в апреле 2023

Как и другие чеболи, KG Group — это не отдельная компания, контролирующая другие компании, а скорее свободная группа компаний (дочерних компаний), связанных сложной циклической структурой перекрестного владения. К июню 2020 года структура была сосредоточена вокруг трех компаний: KG Chemical (основная компания группы и де-факто материнская компания), KG Zeroin (крупнейший акционер KG Chemical, контрольный пакет акций которого контролируется семьей Квак) и KG (холдинговая компания). В январе 2021 года холдинг KG был объединен с KG Chemical.  В декабре 2022 года, чтобы обойти некоторые южнокорейские правила, KG Inicis пожертвовала часть своей миноритарной доли KG Chemical некоммерческому фонду.  В июне 2023 года KG ETS разорвала существующее перекрестное владение акциями, продав свою миноритарную долю в KG Chemical компании KG Zeroin, в результате чего структура собственности сосредоточилась вокруг KG Chemical, KG Zeroin и KG ETS.
Двумя основными дочерними компаниями KG Group по объему бизнеса являются KG Chemical и KG Steel. Филиалы KG Group созданы для автономной работы и внутри компании называются «семейными», а не филиалами. По состоянию на май 2022 года количество филиалов составляло 21 внутри страны и 8 за рубежом.

## Бренд
По словам Квака, название KG Group является акронимом слова «Korea Green» что в переводе означает «Зелёная Корея».
У KG Group есть два логотипа, которые часто используются вместе: буквы «KG» шрифтом без засечек и пурпурный, фиолетовый, оранжевый и желтый логотип, символизирующий призму.  Официальный шрифт KG Group — Avenir. Слоган — «think great» (рус. «Думай великолепно») с буквами k и g, стилизованными в верхнем регистре.